# Melanoseps rondoensis
Melanoseps rondoensis — вид сцинкоподібних ящірок родини сцинкових (Scincidae). Ендемік Танзанії.

## Поширення і екологія
Melanoseps rondoensis мешкають на плато Рондо і Маконде на південному сході Танзанії. Вони живуть на узліссях сухих вічнозелених лісів, серед піщаного ґрунту.